# G. D. Shands
Garvin Dugas „G. D.“ Shands (* 5. Dezember 1844 in Spartanburg, South Carolina; † 1. Juli 1917 in New Orleans, Louisiana) war ein US-amerikanischer Politiker. Zwischen 1882 und 1890 war er Vizegouverneur des Bundesstaates Mississippi.

## Werdegang
G. D. Shands besuchte das Wofford College in seiner Heimatstadt. Während des Bürgerkrieges diente er in zwei Einheiten aus South Carolina, die zum Heer der Konföderation gehörten. Nach dem Krieg ließ er sich im Panola County in Mississippi nieder, wo er als Lehrer unterrichtete. Nach einem Jurastudium an der University of Kentucky und seiner 1870 erfolgten Zulassung als Rechtsanwalt begann er in Senatobia in diesem Beruf zu arbeiten. Gleichzeitig schlug er als Mitglied der Demokratischen Partei eine politische Laufbahn ein. Zwischen 1876 und 1880 saß er als Abgeordneter im Repräsentantenhaus von Mississippi.
Im Jahr 1881 wurde G. D. Shands an der Seite von Robert Lowry zum Vizegouverneur von Mississippi gewählt. Dieses Amt bekleidete er zwischen 1882 und 1890. Dabei war er Stellvertreter des Gouverneurs und Vorsitzender des Staatssenats. Nach seiner Zeit als Vizegouverneur war Shands einige Zeit Dozent für Rechtswissenschaften an der University of Mississippi. Er starb am 1. Juli 1917 in New Orleans.